# Prästgrundets kapell
Prästgrundets kapell ligger på Prästgrundet i Söderhamns kommun. Det är det minsta kapellet efter södra Norrlandskusten. Kapellet byggdes 1826 och invigdes den 15 augusti 1830 av komminister Hans Peter Hagbom.
Troligen har det tidigare funnits ett kapell på samma plats. 1838 var kapellet färdiginrett. I kapellet saknas altare. Vid östra väggen finns istället en läsarbänk eller mindre predikstol. En fattigbössa är från 1857.
Kapellet är försett med inskriften "Detta till Guds Ähra helgade bönehus blef till sin inre prydnad fullbordadt år 1838 på samtelige Hamnboarnes bekostnad under då warande Hamn Fogden Anders Ömans presidjetid samt då i Augusti månad måladt af And. Wibelius."